# Льовенски католически университет
 Тази статия е за университета в Льовен.  За френскоезичния университет в Лувен ла Ньов вижте Лувенски католически университет.  
Льовенският католически университет (на френски: Université catholique de Louvain; на нидерландски: Katholieke Universiteit te Leuven) е католически изследователски университет в град Льовен, Белгия. Основан е през 1425 г. от папа Мартин V. Той е най-големият и стар университет в Белгия, както и най-големият университет в света, в който се преподава на нидерландски език. През 1968 година университетът се разделя на две на езиков принцип – в Льовен обучението продължава на нидерландски език, а френскоезичната част е преместена в Отини-Лувен ла Ньов. 
През 2021 – 22 г. са записани повече от 65 000 студенти, 21% от които са международни студенти. Основният език на обучение е нидерландски, но се предлагат и програми на английски език, особено магистратури и следдипломни квалификации.

## Известни личности
Преподаватели
- Андреас Везалий (1514 – 1564), лекар
- Хуан Луис Вивес (1493 – 1540), испански философ и педагог
- Кристиан дьо Дюв (1917 – 2013), биолог
- Гастон Ейскенс (1905 – 1988), икономист и политик
- Марк Ейскенс (р. 1933), икономист и политик

Студенти и докторанти
- Ваутер Беке (р. 1974), политик
- Барт Де Вевер (р. 1970), политик
- Емил Верхарен (1855 – 1916), поет
- Артур Вирендел (1852 – 1940), инженер
- Етиен Давиньон (р. 1932), политик и бизнесмен
- Годфрид Данелс (р. 1933), духовник
- Жан-Люк Деан (1940 – 2014), политик
- Ремберт Додунс (1517 – 1585), ботаник и лекар
- Кристиан дьо Дюв (1917 – 2013), биолог
- Жан Дювийозар (1900 – 1977), политик
- Гастон Ейскенс (1905 – 1988), икономист и политик
- Марк Ейскенс (р. 1933), икономист и политик
- Емил дьо Лавеле (1822 – 1892), политиикономист
- Ив Льотерм (р. 1960), политик
- Вилфрид Мартенс (1936 – 2013), политик
- Герардус Меркатор (1512 – 1594), картограф
- Юбер Пиерло (1883 – 1963), политик
- Ирина Поснова (1914 – 1997), общественичка
- Мариане Тейсен (р. 1956), политик
- Абдул Кадир Хан (р. 1935), пакистански инженер